# Čišljakov kosmičar
Čišljakov kosmičar (znanstveno ime Carcharodus lavatherae) je dnevni metulj iz družine debeloglavčkov, ki je razširjen od osrednje Nemčije do Severne Afrike in od jugovzhodne Francije do Anatolije.

## Opis
Premer kril čišljakovega kosmičarja je med 28 in 34 mm. Na leto se pojavlja ena generacija metuljev, ki letajo med majem in julijem, odvisno od lokacije.
Gosenice se v Sloveniji hranijo na pokončnem čišljaku (Stachys recta) in sklepnjaku (Sideritis scordioides).